# Dying Light
Dying Light — компьютерная игра в жанре survival horror и action-adventure от первого лица с открытым миром, разработанная польской студией Techland и изданная Warner Bros. Interactive Entertainment в 2015 году для PlayStation 4, Xbox One, Microsoft Windows и Linux. После выхода дополнения The Following игра стала дополнительно доступна в составе Enhanced Edition.
Действие игры происходит в вымышленном ближневосточном мегаполисе Харран (англ. Harran), охваченном зомби-апокалипсисом. Главный герой — агент под прикрытием, по имени Кайл Крейн, которому поручили проникнуть в город, чтобы найти и заполучить ценные данные о вирусе. По прибытии на место его избивают люди Раиса, сразу после чего Крейна заражают. Поэтому он вынужден присоединиться к общине выживших харранцев, обороняющихся от бандитов и толп зомби, чтобы выжить с их помощью и выполнить своё задание. Особенностями игры является открытый мир, активное использование паркура в тесной городской застройке и смена дня и ночи — в тёмное время суток на улицах города появляются более опасные противники.
После выхода, игра получила большинство положительных отзывов от критиков — похвалили графику и окружающий проработанный мир, и сошлись в положительном мнении, что некоторые элементы геймплея (например, паркур) хорошо реализованы, но требуют доработок. Раскритиковали игру за сюжет и технические проблемы на старте. Второе крупное дополнение для игры Dying Light: The Following (в составе Enhanced Edition) оставило положительные отзывы критиков, хвалившие большой открытый мир (в сравнении с оригинальной игрой), хорошее повествование сюжета, и улучшения в плане геймплея.
За первые 45 дней после релиза было продано 3,2 миллиона копий Dying Light, что сделало её самой коммерчески успешной игрой Techland. В августе 2015 было объявлено о продаже более 5 млн копий. Игра имела коммерческий успех, и в конце 2019 года игра насчитывала более 17 миллионов уникальных игроков. В феврале 2022 года Techland выпустила продолжение игры под названием Dying Light 2: Stay Human.
Спустя 7 лет после выхода, компания Techland 8 июня 2022 года заявила о прекращении поддержки игры, выпуская Dying Light: Definitive Edition, включающее игру и все основные DLC.

## Игровой процесс
Dying Light является экшеном в открытом мире с элементами survival horror. Действие игры происходит в большом городе Харран. 
Изначально игроку даётся возможность исследовать локацию Трущобы, в последующем, по сюжету откроется вторая локация Старый Город. В игре главный акцент делается на систему паркура, с помощью приёмов которого герой может передвигаться по стенам и крышам домов, а для быстрого спуска использовать зиплайн, и даже применять элементы паркура как трюки в ближнем бою, комбинируя прыжки и удары. На более высоких уровнях навыков игрок получает крюк-кошку, которая ускоряет процесс форсирования героем препятствий.
Игроку доступно более ста видов самодельного холодного оружия и более тысячи комбинаций для улучшения его различных характеристик в зависимости от потребностей игрока. У оружия имеется запас прочности, с исчерпанием которого оно требует ремонта запасными деталями или окончательно ломается после нескольких ремонтов. Холодное оружие можно при необходимости метнуть в противника. Оружие можно модифицировать различными деталями, улучшение разделяется на два вида: повышающее характеристики и добавляющее эффекты оружию. Со временем игрок получает доступ к огнестрельному оружию, которое не ломается, но требует наличия боеприпасов. По мере прохождения игроку нужно будет собирать припасы, которые можно будет использовать для создания и ремонта оружия. Персонаж игрока может использовать «чувство выжившего», чтобы найти рядом расположенные предметы за стенами, или в закрытых ящиках, которые можно открыть с помощью отмычек. Исследуя мир, игрок будет сталкиваться с коллекционными предметами, такими как вырезки из газет и журналов, и слушать голосовые сообщения.
В игре присутствует смена дня и ночи, которая вносит свои особенности в игровой процесс. Днём игрок бегает по городу, собирает полезные припасы и относит их в безопасные зоны, спасает выживших. «Заражённые» (англ. Virals) в светлое время суток медлительны и поодиночке не опасны, а большие группы заражённых будут представлять небольшую опасность. Для борьбы с небольшой или значительной группой заражённых игрок сможет использовать ловушки — шипованные, огненные, электрические, а также отвлекающие, которые создают шум (петарды или выстрелы из огнестрельного оружия). С наступлением ночи появляются новые виды заражённых, гораздо более опасные — наносящие огромный урон и, как игрок, имеющие возможность бегать и взбираться на здания. Чтобы избегать контакта с этими хищниками, игрок вынужден использовать «чувство выжившего», которое помогает ему чувствовать расположение противника поблизости. При обнаружении игрока начинается погоня за ним, и для спасения тот может использовать ультрафиолетовый фонарь, который ненадолго отпугивает сильных врагов. Ведущий гейм-дизайнер Мачей Биньковский в одном из анонсовых интервью сообщил, что светлое время суток в игре будет длиться 64 минуты реального времени, ночное — около 7 минут, а динамическая смена погодных условий (к примеру, дождь) ещё больше усложнит общий геймплей.
У игрока имеются очки опыта, которые разделены на три ветви — выживание, сила, ловкость, — и для их зарабатывания необходимо выполнять определённые действия. Для роста силы нужно вступать в бой с заражёнными или с представителями вражеских фракций. Для улучшения ловкости игроку необходимо часто взбираться на здания и прыгать с них. Для улучшения ветки выживания нужно выполнять задания — сюжетные, побочные, испытания (локальные рекорды). Заработанные очки опыта игрок может тратить на выучивание новых приёмов и трюков, но только в соответствующей ветке навыков. В ночное время количество получаемых очков опыта значительно увеличивается. На выставке EGX-2014 ведущий гейм-дизайнер Мачей Биньковский в анонсе также продемонстрировал, что в игре присутствуют события с получением значительного количества опыта игроками: в первом случае это было соревнование на максимальное количество убитых заражённых, во втором — гонка к сброшенному воздушному грузу с припасами.
1 октября 2014 года Techland в анонсе объявила, что в полной версии игры, включая все вышедшие дополнения, будет более 50 часов игрового процесса.
Игровую кампанию можно проходить в режиме кооператива до 4 человек и с сохранением игрового прогресса для каждого участника.
В игре также имеется режим сетевой игры «Be the Zombie» (рус. Будь зомби), где один игрок становится охотником (зомби) и в выделенной локации пытается уничтожить других игроков — выживших. Выжившие для победы над охотником должны уничтожить яйца, которые расположены в гнёздах этого охотника.

## Сюжет
В ближневосточном городе Харран происходит вспышка неизвестного вируса, вследствие чего большая часть жителей превращается в зомби. Организация ВГМ (Всемирная Гуманитарная Миссия, англ. GRE — Global Relief Effort) направляет туда своего оперативника Кайла Крейна с заданием получить компьютерный файл с исследованиями вируса у некого Кадыра Сулеймана, ранее местного политика, а ныне террориста, способного создать биологическое оружие.
При приземлении с парашютом, Крейн попадает в засаду к бандитам, и в ходе драки его кусает зомби, но вовремя подоспевает помощь и спасение от трейсеров из местной общины, Джейд Альдемир и Амира Горейши; во время бегства последний погибает в толпе зомби-преследователей. Очнувшись в безопасном месте, многоэтажном доме, называемом местными обитателями «Башня», Кайл знакомится более близко с девушкой Джейд Альдемир, её братом Рахимом, главой Башни Харрисом Брекеном, и доктором Зере — учёным, изучающим вирус. Стремясь завоевать их доверие, герой выполняет их поручения.
Вскоре выясняется, что запас лекарства против зомби, антизина, сбрасываемого гуманитарными самолётами, в Башне почти закончился, но большое его количество есть у местной банды, которую возглавляет некий Раис. Крейн вызывается пойти на переговоры к бандитам и на месте встречи узнаёт, что Раис — это и есть искомый Кадыр Сулейман. Раис, пообещав Крейну два ящика антизина, требует за это выполнить для него грязную работу, и направляет к своему заместителю Кариму. По окончании сделки обманутый Крейн получает от Раиса жалкую подачку — всего пять капсул.
Джейд предлагает Крейну пробраться в здание местной школы, которая служит головорезам Раиса складом, в надежде, что там находится антизин, но они находят там лишь взрывчатку. Втайне от всех обитателей Башни Рахим решает с помощью этой взрывчатки взорвать гнездо мутантов и обращается за помощью к Крейну. В процессе миссии укушенный Рахим превращается в зомби, и Кайлу приходится убить его. Джейд, которой Крейн дал обещание беречь брата, не выдерживает этого известия, в горе и в обиде сбегает в старую часть города, соединённую с новой лишь длинными путями подземной канализации.
Тем временем Раис нападает на общину и похищает доктора Зере. Кайл вторгается на базу Раиса и находит учёного, но их ловят и оглушают. Крейн приходит в себя в «Яме» — гладиаторской арене Раиса, где боевик выпускает на него толпы зомби и огромного мутанта Разрушителя. Одолев нападавших, Кайл вступает в разговор с Раисом, и, когда тот собирается его убить, отрубает Раису кисть руки. Успев услышать последние слова раненого доктора Зере, Кайл сбегает.
Выбравшись за пределы бандитской базы, Крейн мучится припадками болезни и теряет сознание, не дойдя до Башни. Его спасает глава общины Брекен и советует скрыться в Старом Городе, а заодно найти там Джейд. Преодолев в канализации засаду людей Раиса, предупреждённых предателями-проводниками, Кайл встречается в Старом Городе с группой выживших и их лидером — девушкой Трой. Министерство обороны страны сообщает через ВГМ Крейну, что город подлежит бомбардировке; эта же новость транслируется по телевизору Трой. Стремясь показать пилотам истребителей, что в городе есть выжившие, Кайл взрывает квартиры в высотке, образуя издалека видимый символ грустного смайлика, но самолёты неожиданно наносят ракетный удар по дому, уничтожив знак.
Тем временем Раис похищает Джейд и запирает её на своей базе в местном музее. Крейн пробирается в здание и пытается спасти её, но у него снова начинается припадок, и состояние Джейд тоже ухудшается из-за укуса зомби. Раис издевательски даёт им одну капсулу антизина, которую Джейд насильно вкалывает Крейну, сама же она превращается в зомби, и Кайл с горем её убивает. Раис приказывает своему помощнику Тахиру добить Крейна, но тот терпит поражение от рук героя.
Теперь единственное спасение от бомбардировки для выживших — прорваться к самой высокой в городе теле-антенне и с её помощью транслировать всему миру известие о наличии выживших в Харране. Крейн успевает передать сигнал, и бомбардировщики в последний момент улетают.
С Кайлом связывается учёный из Старого Города Камден, прося его принести результаты исследований Зере к себе в лабораторию. Крейн добирается до лаборатории в здании, переполненном зомби — бывшими сотрудниками. Доктор рассказывает, что именно здесь погиб брат Раиса (они оба отвечали за охрану).
Взломав канал связи ВГМ, с Крейном связывается Раис и вызывает его на бой на крыше своего небоскрёба, откуда Крейн ранее сбежал. По пути Кайл встречает смертельно раненого Карима, который сообщает о предательстве своего командира и о двух заминированных этажах выше. Обойдя ловушки по наружным элементам здания с помощью паркура, герой добирается до крыши, где и происходит его дуэль со злодеем, во время которой появляется вертолёт ВГМ. Кайлу, получившему ранение, огромными усилиями удаётся ранить в ответ Раиса и сбросить его с крыши. ВГМ предлагает эвакуировать Крейна с диском данных, но тот остаётся, выбрав помощь местным жителям и доктору Камдену в разработке вакцины.

## Разработка
Разработка Dying Light началась в начале 2012 года основной командой Techland, которая разработала Dead Island в 2011 году. В отчётах утверждается, что Dying Light изначально был продолжением Dead Island, но позже сотрудники из Techland подтвердили, что игра «является оригинальной с самого начала», и что команда хотела бы создать «нечто большее и лучшее», не имеющее отношения к каким-либо существующим IP. Директор Techland Адриан Цишевски также ответил, что между студией и издателем Dead Island — Deep Silver существует большая разница в творческом подходе, и они считали себя «не в очень хорошем деловом положении» с Dead Island. Поэтому Techland решила расстаться с издателем Deep Silver и начать разработку нового IP. Цишевски также показал, что разработка новой игры может принести команде больше свободы, чем разработка Dead Island 2, и они могут свободно вносить элементы, изначально запланированные для Dead Island, такие как новые типы врагов, бой, навыки и цикл день-ночь, который не был реализован из-за ограниченного размера команды и времени, из-за нового проекта.
Techland пообещала, что Dying Light будет лучшего качества, чем Dead Island, из-за его сложного игрового процесса, обширной истории, а также более серьёзного и зрелого тона. Команда разработчиков также сочла Dying Light возможностью «доказать людям, что мы создали игру AAA». Warner Bros. пошла на встречу разработчикам и предоставила им полный творческий контроль. В качестве сценариста игры Techland пригласила Дэна Джолли, который написал несколько комиксов для DC Comics. Вдохновение для истории было также взято из романов, таких как «Чума», а также «Сердце тьмы». Несмотря на то, что Харран — вымышленный город, жизнь в него вдохнула Джулиан Арендт, дизайнер уровней и квалифицированный дизайнер. Вдохновением для дизайна большинства зданий послужили такие города как Мумбай и Стамбул, а для Старой части города вдохновением послужил Вроцлав (Польша), где расположен офис Techland.
В качестве консультанта по паркуру пригласили Девида Белля, чтобы убедиться основана ли анимация паркура на реальности. Паркур — это главная часть игры, так считали разработчики, и отмечали, что геймплей будет существенно скучным, если не позволить игроку взбираться на препятствия окружающей среды или здания. Так как игра представляет собой выживание, разработчики посчитали что шанс на спасение у игрока должен быть, было разрешено убегать от погони. Команда пыталась воссоздать систему из игры Mirror’s Edge. По ходу разработки, команда обнаружила, что анимация ведёт себя не корректно, и если один дизайнер меняет расположение зацепа (предмета, за который хватается игрок), то это приводило к изменению всех таких зацепов. Поэтому один из программистов создал систему которая в автоматическом режиме сканировала все объекты, куда мог взобраться игрок и подбирала подходящую анимацию. Так как игрок теперь мог подойти к цели с разных сторон, анимация стала сбоить, и это подтвердили тестировщики. Это привело к серьёзным изменениям в анимации, и студии пришлось отказаться от части сюжетных и побочных квестов, переписав их заново.
23 мая 2013 года было объявлено о новом проекте Dying Light, анонс игры состоялся 24 мая 2013. Именно тогда Warner Bros. Interactive Entertainment заявила о разработке игры. В тот же день появились и первые подробности относительно самой игры, а также её ключевых элементов, например смены дня и ночи и открытого мира. Первый трейлер игры дебютировал на E3 2013. Дистрибутором в РФ и СНГ выступила «1С-СофтКлаб». 15 августа 2013 года был показан первый геймплейный ролик игры.
Игра разработана на движке Chrome Engine 6, который поддерживает DirectX 11, что позволило сделать мир ещё более проработанным, особенно на консолях Xbox One и PlayStation 4. Изначально, выпуск игры был намечен на консолях PlayStation 3 и Xbox 360, но спустя некоторое время выпуск был отменён из-за того, что игра не может работать должным образом на этих консолях. Разработчики хотели выпустить игру в 60 кадров в секунду, но в последующим опустили планку до 30 кадров, сославшись на то, что они хотели воспроизводить нативную графику в 1080р и обеспечить хорошую производительность на всех платформах.

## Выпуск и поддержка
30 августа 2013 года компания Warner Bros. сообщила, что игроки, оформившие предварительный заказ, получат дополнение «Be the Zombie», которое позволит играть на стороне заражённых в PVP-режиме. В сентябре 2013 года игра была продемонстрирована в рамках крупнейшей в Великобритании выставки Eurogamer Expo. В рамках демонстрации был представлен игровой процесс с комментариями разработчиков, в котором были продемонстрированы новые элементы игры, такие как ловушки и система случайной генерации событий. После демонстрации состоялась небольшая конференция, в рамках которой разработчики ответили на некоторые вопросы. 18 ноября 2013 года в сети появился новый трейлер «Dying Light Lighting», где была продемонстрирована новая игровая локация — «Старый город» (с англ. — «Old Town»). В мае 2014 года стало известно, что выход игры намечен на февраль 2015 года. По словам разработчиков, это позволит им реализовать больше задуманных идей. Официально игра вышла 27 января 2015 года. Перед релизом игры состоялся анонс книги Dying Light: Nightmare Row по вселенной Dying Light, автором которой выступил Реймонд Бендон, автор книг о Джеймсе Бонде.
Перед выходом игры, Techland объявила о задержке физических копий игры, из-за «более длительного времени производства физических копий, чем цифровых». Задержка затронула регионы как Ближний Восток, Азию, Австралию и Европу. Techland объявила, что игра по-прежнему будет доступна в цифровом виде в запланированную дату выпуска. Физические копии Dying Light для затронутых регионов были выпущены 27 февраля 2015 года. Режим «Be the Zombie», изначально являвшийся бонусом за предварительный заказ, стал бесплатным для всех, кто приобрёл игру, независимо от платформы и территории. При предварительном заказе физических копий игры также бесплатно были получены пакеты загружаемого контента (DLC) «Cuisine & Cargo» и Ultimate Survivor Bundle. Игроки, оформившие предзаказ на игру, получили бонусное редкое оружие. Первые пользователи которые сделали предварительные заказы, были награждены большим количеством игрового оружия с выходом игры.
После выхода, к игре было выпущено несколько дополнений. В сезонный абонемент входило три DLC. Первым выпустили «Cuisine & Cargo» 10 февраля 2015 года. В ней представлены две сюжетные миссии, в которых игрок исследует здания, которые были оцеплены в первые дни зомби-апокалипсиса. Вторым выпустили «Ultimate Survivor Bundle», 10 марта 2015 года и добавил в игру новые облики персонажей и чертежи оружия. Дополнение было выпущено вместе с бесплатным сложным режимом, в котором появился новый уровень редкости оружия и увеличена продолжительность ночи. 26 мая 2015 состоялся выход первого DLC The Bozak Horde, которое добавило новую локацию «Стадион Харран» и новый режим игры «Орда». Игроку предстоит выполнять задания загадочного садиста-маньяка в сложных условиях выживания. В дополнении добавили новое оружие, в том числе лук.
В апреле 2015 года разработчики представили специальный инструмент для создания модификаций к игре. Инструмент позволяет создавать свои собственные сюжетные истории и карты. Лучшие карты созданные игроками были выпущены для консольной версии в 2016 году.
Для рекламы игры Techland запустила несколько рекламных компаний. 25 февраля 2015 года студия анонсировала коллекционное издание «Мой апокалипсис» стоимостью в 250 тысяч фунтов (~388 тысяч долларов). 25 июня 2015 года, пародируя рекламную кампанию между Destiny и Red Bull, Techland объявила, что будет раздавать коды на премиальное оружие игрокам, которые твитнули изображение самих себя, пьющих стакан воды. Позже это было расширено до кампании «Выпей за DLC» с запланированным выпуском нескольких бесплатных DLC для игры, если будет опубликовано определённое количество изображений.
9 февраля 2016 года вышло дополнение Dying Light: The Following. Дополнение является сюжетным продолжением Dying Light и имеет непредсказуемый финал, раскрывающий причины и последствия Харранской эпидемии, но технически не связано с предыдущей игрой и может проходиться независимо от неё. Приобретаемые навыки и инвентарь, кроме «автомобильной» ветки, являются общими для обеих игр. Действие происходит в другой локации, по размеру в два раза больше оригинальной. В дополнении добавлен автомобиль-багги для быстрого передвижения по карте, который, как и оружие, тоже может модернизироваться.
В сентябре 2018 года в ранний доступ был выпущен Dying Light: Bad Blood — самостоятельный спин-офф основной игры в жанре королевской битвы. Анонс дополнения произошёл в марте 2018 года, а позже стало доступно всем владельцам оригинальной игры.
29 апреля 2020 года компания Techland на своём канале в YouTube выложила тизер нового дополнения Dying Light: Hellraid. Дополнение, по обещаниям разработчиков, привнесёт в проект «карту подземелья и тонны нового оружия, с помощью которого вы сможете с упоением вырезать полчища адских тварей». Выход дополнения изначально должен был состояться 23 июля 2020 года, но впоследствии был перенесён на три недели: релиз для Windows состоялся 13 августа 2020 года, для консолей PlayStation 4 и Xbox One — 14 августа. Согласно сюжету, выжившие нашли в подвале Башни игровой автомат, разбираясь в причинах загадочного перебоя с электричеством. Никто из них никогда раньше не видел этот странный аппарат, и они подняли находку наверх, даже не подозревая о её истинной сути.
Dying Light получило издание «Platinum Edition» в которое входят все выпущенные DLC, релиз которого состоялся 27 мая 2021 года для Windows, PlayStation 4 и Xbox One. Это же издание разработчик выпустил для Nintendo Switch 19 октября 2021 года.
Для связи сюжетной части Dying Light и Dying Light 2: Stay Human разработчики выпустили финальное обновление под названием Spike’s Story: Last Call. Событие разделено на две части: первая часть проходила с 24 января 2022 года по 28 января 2022 года; вторая часть с 28 января 2022 года до 4 февраля 2022 года.
Поддержка игры была официально прекращена 8 июня 2022 года. В честь этого события разработчики выпустили Dying Light: Definitive Edition, включающее игру и 26 DLC к ней.

## Саундтрек
Павел Блащак, аудио-директор Techland, который ранее писал музыку для «Ведьмака», Dead Island и Call of Juarez, написал музыку для Dying Light. По словам Блащака, музыка игры была вдохновлена саундтреками к фильмам в 1970-х и 1980-х годах, поскольку он считал, что более грустный тон такой музыки больше подходит для постапокалиптической обстановки игры, чем типичная музыка ужасов. Синтезаторы обычно используются в музыке, чтобы «подарить игрокам чувство покинутости, пустоты и грусти». При написании музыки для ночной части игры он стремится создать атмосферу тишины в ночное время. В конце концов команда создала свистящий звук, который звучал во время ночи, чтобы ночные встречи со врагом были «более пугающими». Альбом был выпущен в цифровом формате 4 февраля 2015 года, примерно через неделю после выпуска игры. После релиза саундтрек получил высокую оценку Дэвида Хоутона из GamesRadar — «отклонения от типичной оркестровой музыки, а также для придания игре „настоящей текстуры и силы“». Он также заявил, что саундтрек, сыгранный во время игры, сделал игру «впечатляющим, окружающим опытом», и что музыка в игре дала уникальный тон и атмосферу, которых не удалось достичь большинству других игр.
| №   | Название                | Длительность |
| --- | ----------------------- | ------------ |
| 1.  | «Harran»                | 1:14         |
| 2.  | «Horizon»               | 2:40         |
| 3.  | «Passage»               | 4:30         |
| 4.  | «Runaway»               | 4:17         |
| 5.  | «Revival»               | 2:53         |
| 6.  | «Demolition»            | 4:29         |
| 7.  | «Departure»             | 3:49         |
| 8.  | «Invitation»            | 4:50         |
| 9.  | «Now They Are Coming»   | 3:41         |
| 10. | «On the Edge»           | 2:45         |
| 11. | «Destination»           | 3:53         |
| 12. | «Praise the Sunlight»   | 3:22         |
| 13. | «In the Cage»           | 3:21         |
| 14. | «Choices and Decisions» | 2:06         |
| 15. | «Strife»                | 3:18         |
| 16. | «For the Greater Good»  | 4:07         |
| 17. | «Loose Ends»            | 2:48         |
| 18. | «Decline»               | 5:06         |
| 19. | «Breakdown»             | 1:31         |
| 20. | «Despair»               | 2:20         |
| 21. | «Extent»                | 3:16         |

## Отзывы, продажи и награды
| Сводный рейтинг       | Сводный рейтинг                                                                                  |
| Агрегатор             | Оценка                                                                                           |
| --------------------- | ------------------------------------------------------------------------------------------------ |
| GameRankings          | (PS4) 75,02 % (XONE) 74,60 % (PC) 72,80 %                                                        |
| Metacritic            | PC: 75/100 PS4: 74/100 XONE: 74/100 PC (Enhanced Edition): 87/100 PS4 (Enhanced Edition): 86/100 |
| Иноязычные издания    |                                                                                                  |
| Издание               | Оценка                                                                                           |
| Destructoid           | 7/10 Enhanced Edition 9/10                                                                       |
| Eurogamer             | 7/10                                                                                             |
| Game Informer         | 8,5/10                                                                                           |
| GameRevolution        | [ 116 ]                                                                                          |
| GameSpot              | 7/10                                                                                             |
| GamesRadar+           | [ 118 ]                                                                                          |
| GameTrailers          | 6,8/10                                                                                           |
| Hardcore Gamer        | 3,5/5                                                                                            |
| IGN                   | 8,5/10 Enhanced Edition 8,5/10                                                                   |
| PC Gamer (US)         | 70/100                                                                                           |
| Polygon               | 6,5/10                                                                                           |
| The Guardian          | [ 125 ]                                                                                          |
| USgamer               | [ 126 ]                                                                                          |
| VideoGamer            | 8/10                                                                                             |
| Gamereactor           | 8/10                                                                                             |
| The Independent       | 3/5                                                                                              |
| Metro                 | 5/10                                                                                             |
| Русскоязычные издания |                                                                                                  |
| Издание               | Оценка                                                                                           |
| 3DNews                | 7,4/10                                                                                           |
| Absolute Games        | 80/100                                                                                           |
| Gameplay              | 80/100                                                                                           |
| GoHa.Ru               | 100/100                                                                                          |
| «IGN Россия»          | 7/10                                                                                             |
| PlayGround.ru         | 7,0/10                                                                                           |
| Riot Pixels           | 79 %/100                                                                                         |
| StopGame.ru           | «Похвально»                                                                                      |
| «Игромания»           | 7,5/10 Enhanced Edition 7/10                                                                     |
| «Игры Mail.ru»        | 7,5/10                                                                                           |

Dying Light получил в целом положительные отзывы от критиков после релиза. По данным сайта Metacritic версия игры для PlayStation 4 получила 74/100 из 58 обзоров, версия для Xbox One — 74/100 из 26 обзоров, и версия для PC — 75/100 на основе 40 обзоров. Издание Enhanced Edition так же получила очень положительные оценки 87/100 для PC и 86/100 для Playstation 4.
Микель Репараз из IGN подчеркнул лучшие стороны игры: большой живой открытый мир, хорошо проработанный паркур, приятный кооперативный многопользовательский режим, отлично проработанный бой и крафт, а про побочные миссии он написал так: «…та часть, которая действительно освещает рассказ». Критике подверглись сюжет, очень скудный рассказ о героях, клишированный антагонист, и очень большие сложности в начале игры. Свой обзор он закончил так: «Dying Light является очень быстро развивающимся свободным миром с уничтожением зомби. Это одна из самых захватывающих игр с открытым миром — заражённых зомби».
Брайан Ши для Game Informer высоко оценил графику, захватывающее и хорошо выполненное повествование, доступную систему крафта, рукопашный бой и насыщенную боевую анимацию, превосходную совместную многопользовательскую игру, огромное разнообразие побочных квестов, а также большую разницу между днём и ночью. Однако он подверг критике ненадёжную систему паркура, а также иногда расстраивающую схему управления. Он также раскритиковал перестрелку, которая, по его словам, «не отличается той же полировкой, что и рукопашный бой». Он подвёл итоги игры, сказав, что «Dying Light — сильная игра про зомби с открытым миром, которая даёт хороший опыт практически на всех фронтах».
Кевин ВанОрд из GameSpot похвалив за различный геймплей днём и ночью, хорошие механики, кооператив, но раскритиковал сюжетные миссии за скучность. Дэн Уайтхед из Eurogamer дал игре 7/10, заявив, что «Dying Light представляет собой лучшее в техническом плане, но в процессе утратил часть своего обаяния».
Брэндон Джонс из GameTrailers высоко оценивает точную систему паркура и навигацию в открытой среде, он критиковал движение губ, ограниченную анимацию лица, повторяющуюся модель персонажа, отсутствие предыстории, ненужные обновления, иногда тусклый AI, всплывающие текстуры, графические проблемы и разрушающие игру глюки.
Артур Гис из Polygon высоко оценил уникальную обстановку, а также навигационные проблемы, которые, по его словам, «захватили характерное чувство масштаба, высоты и головокружения». Однако он раскритиковал неуклюжую систему паркура, плохо объяснённую систему крафта, запутанные меню и инвентарь, чрезмерно загруженные квесты, отсутствие быстрой системы путешествий, отсутствие глубины в конкурентном многопользовательском режиме «Будь зомби» и бесцельная кампания.
Денис Майоров из «Игромания» отметил, что кромсание мертвяков весело, приятный кооператив, лучший паркур от первого лица, а ночные эпизоды действительно пугают. Он раскритиковал сюжет, собранный из штампов, неопределённость героя в силе — сначала слаб, потом очень силён, однотипные задания, нехватка быстрого перемещения между ключевыми открытыми точками, вялые перестрелки. Напоследок он сказал: «Первый раз интересно, а вот дальше не очень. Пробежать сюжет, выполнить десяток второстепенных заданий и вдоволь покрошить мертвяков в компании друзей может быть очень весело. Но возвращаться, чтобы исследовать Харран и добить все второстепенные задания, захочется немногим».
Олег Зайцев из IGN Россия отметил особенности паркура, весёлые побочные задания в двух больших частях города, а также систему развития персонажа. Раскритиковал статичный неживой мир, который никак не реагирует на действия игрока — взял квест, выполнил его и всё. Скучная сетевая игра — возможно, сначала будет весело, когда в твою игру вторгаются другие игроки, только потом это надоедает. Свой обзор он закончил так: «Dying Light заметно лучше Dead Island, увлекательнее Dead Rising 3, но дизайн миссий, кооператив и соревновательный мультиплеер таковы, что едва ли эта игра удержит вас у приставки более, чем на одно прохождение».
Евгений Васютинский из PlayGround отметил хорошее качество графики, отличное музыкальное сопровождение, которые стараются держать в напряжении всю игру, интересные игровые механики. Подверг критике сюжет — он слабый и не особо проработанный, плохая оптимизация. Вердикт прост: «хороший, пусть и вторичный зомби-экшен, при создании которого разработчики вдохновлялись всем подряд. За многочисленные отсылки спасибо, а вот качество кода могло быть и получше».
Хенрик Хойстром из IGN Norderik пишет про Enhanced Edition — очень хороший опыт, отличное удовольствие от игры, все дополнения раскрывают особенности игры, и она уже смотрится по-другому.

### Продажи
За первую неделю после выхода игры, было распродано 1,2 млн копий. Розничная версия Dying Light дебютировала в чарте продаж в США, заняв первую строчку, опередив таких крупных конкурентов, как Grand Theft Auto V и Call of Duty: Advanced Warfare. Dying Light имеет самый высокий уровень продаж в первый месяц, побив рекорд, ранее принадлежавший The Evil Within. Игра также дебютировала на первой позиции в британском чарте розничной торговли и удерживала первую позицию в течение двух недель, опередив другие крупные релизы в феврале, такие как The Order: 1886 и Evolve, несмотря на то, что игра была выпущена на месяц раньше. В первые 45 дней после выхода игры в Dying Light играли 3,2 миллиона человек, что сделало её самой популярной игрой, когда-либо разработанной Techland. 19 мая 2015 года Techland объявила, что по состоянию на июнь 2015 года в игру поиграли 4,5 миллиона игроков. В мае 2015 года было объявлено, что разработка другой видеоигры Techland — Hellraid, была приостановлена, чтобы позволить студии выделить ресурсы и время, чтобы сосредоточиться на разработке франшизы Dying Light. 13 августа 2015 года Techland объявила, что было продано более 5 млн копий игры. Летом 2018 года, благодаря уязвимости в защите Steam Web API, стало известно, что точное количество пользователей сервиса Steam, которые играли в игру хотя бы один раз, составляет 3 467 531 человек. К декабрю 2019 года игра насчитывала более 18 миллионов уникальных игроков.

## Продолжение
Продолжение оригинальной игры Dying Light — Dying Light 2: Stay Human, было анонсировано на E3 2018 Крисом Авеллоном, который выступал в качестве дизайнера игры. Изначально выход игры был запланирован на 7 декабря 2021 года, однако позже был перенесён на 4 февраля 2022 года.